# 삼척중학교
삼척중학교(三陟中學校)는 대한민국 강원특별자치도 삼척시 자원동에 있는 공립 중학교이다.

## 학교 연혁
- 1951년 9월 1일 : 12학급 설립인가, 개교
- 1963년 3월 15일 : 삼척고등학교 설립으로 병설 운영
- 1989년 3월 1일 : 삼척고등학교와 분리
- 1993년 4월 6일 : 현교사로 신축 이전
- 2020년 3월 1일 : 남녀공학
- 2024년 3월 1일 : 제27대 이기호 교장 부임
- 2025년 1월 10일 : 제75회 졸업식(남 43명, 여 36명 79명 졸업, 졸업생 누계 16,498명)
- 2025년 3월 4일 : 2025학년도 입학식(신입생 남 42명, 여 37명 총 79명 입학)

## 참고 자료
- 삼척중학교 - 한국교육학술정보원 학교알리미